# Blow Dry
Blow Dry is een filmkomedie uit 2001 geregisseerd door Paddy Breathnach, geschreven door Simon Beaufoy. De film is tevens een promotie voor het Kappersvak, wat laat zien dat knippen eigenlijk heel leuk kan zijn.
De première van Blow Dry was werd toen er een film uitkwam met een vergelijkbaar thema dat ook over een haarcompetitie ging. Het ging om de film The Big Tease wat in 2000 uitkwam.  

## Verhaal
Kapper Phil Allen was vele jaren terug de beste in het kappersvak, maar nadat zijn vrouw Shelley hem en zijn zoon Brian heeft verlaten omdat ze lesbisch is geworden en samen is gaan wonen met een vroegere vaste klant genaamd Sandra. Phil is een beetje depressief en Shelley heeft kanker. Toch gaan ze samen met zoon Brian deelnemen aan de Nationale kapperskampioenschappen, waar ze hun dorp Keighley promoten en ook vijand Ray Robertson tegenkomen.

## Rolverdeling
| Acteur             | Personage               |
| ------------------ | ----------------------- |
| Alan Rickman       | Phil Allen              |
| Natasha Richardson | Shelley Allen           |
| Rachel Griffiths   | Sandra                  |
| Rachael Leigh Cook | Christina Robertson     |
| Josh Hartnett      | Brian Allen             |
| Bill Nighy         | Ray (Raymond) Robertson |
| Warren Clarke      | Tony                    |
| Rosemary Harris    | Daisy                   |
| Heidi Klum         | Jasmine                 |
| Peter Kay          | Cyrill The Bar Man      |